# A Man's Man (film, 1918)
Pour l’article homonyme, voir A Man's Man (film, 1929).
Pour plus de détails, voir Fiche technique et Distribution.
A Man's Man est un film américain réalisé par Oscar Apfel et sorti en 1918.

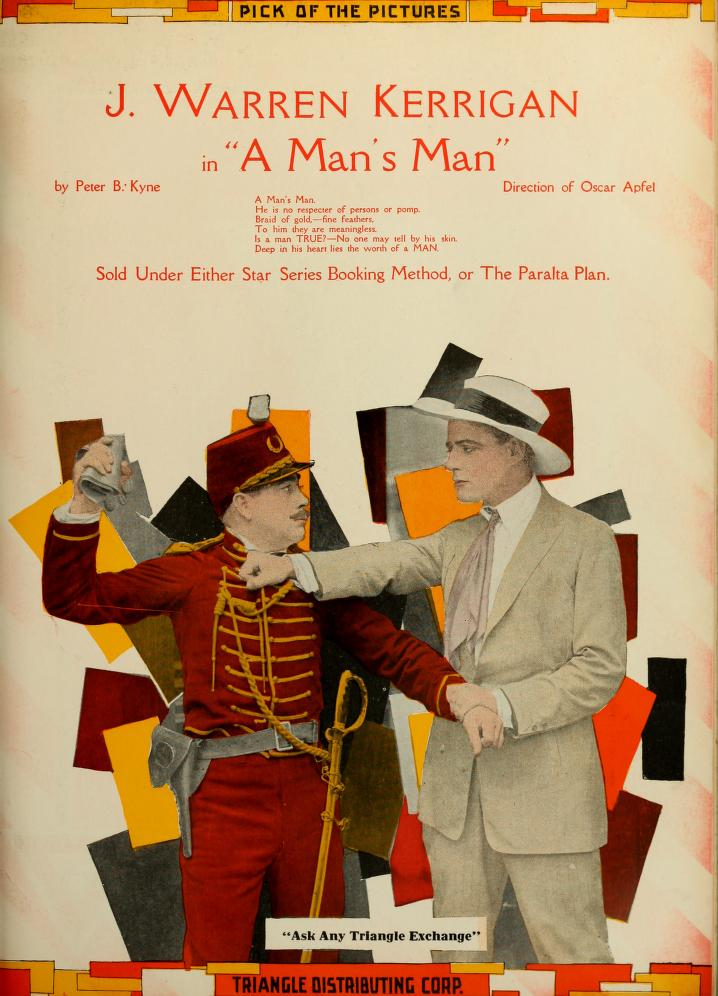
Annonce du film dans Moving Picture World.

C'est le premier film produit par la société de production Paralta Plays (en).

## Fiche technique
- Réalisation : Oscar Apfel
- Scénario : Peter B. Kyne
- Producteurs : Paralta Plays, Robert Brunton
- Photographie : L. Guy Wilky
- Distributeur : W. W. Hodkinson Corporation
- Durée : 70 minutes
- Date de sortie : janvier 1918

## Distribution

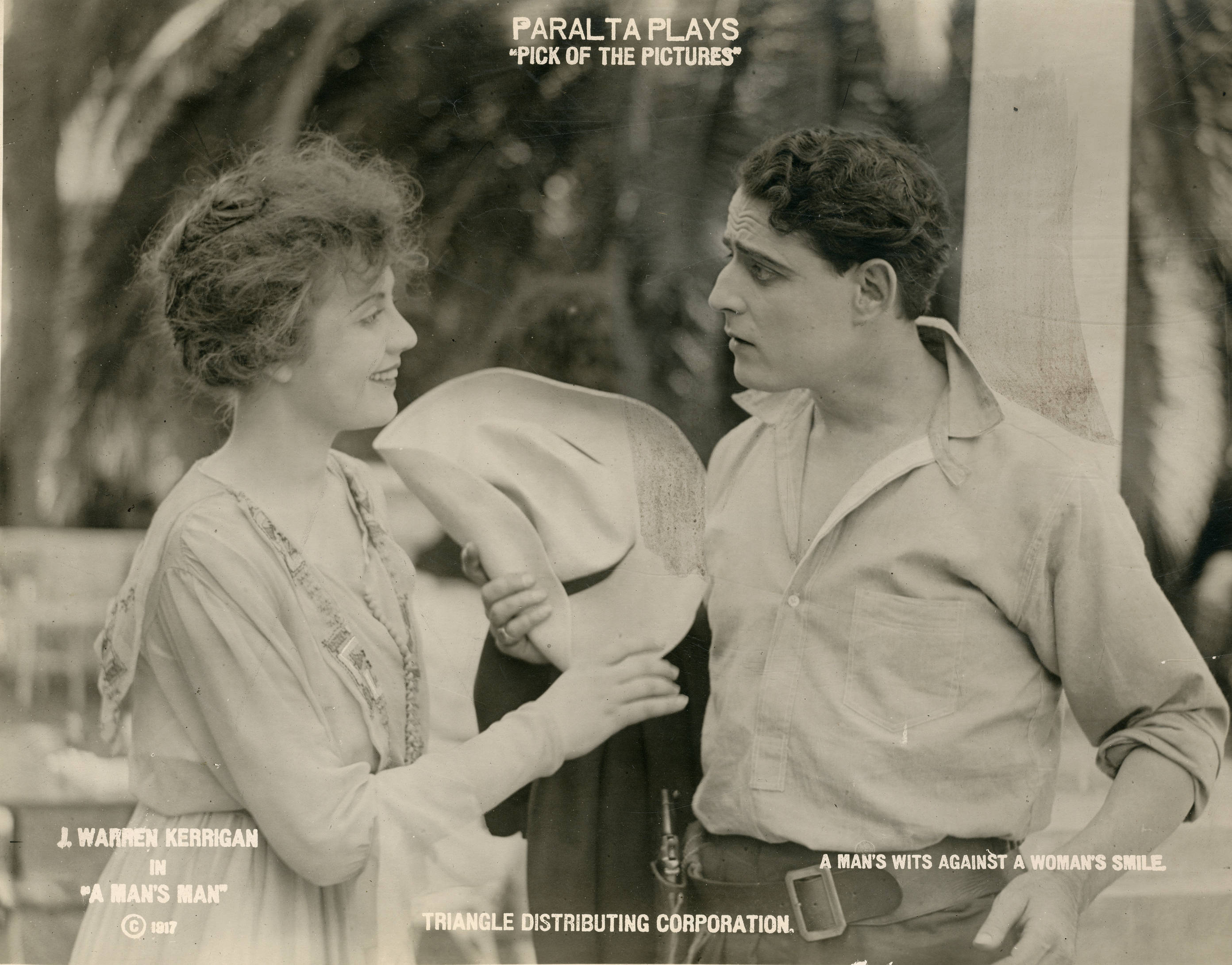
Une scène du film avec J. Warren Kerrigan et Lois Wilson.

- J. Warren Kerrigan : John Stuart Webster
- Lois Wilson : Dolores Ruey
- Kenneth Harlan : Billy Geary
- Edward Coxen : John Cafferty
- Ida Lewis : Mother Jenks
- Harry von Meter : Ricardo Ruey
- Eugene Pallette : Captain Benevido
- Ernest Pasqué : Captain Arredondo
- Arthur Allardt : Dr. Pacheo
- Joseph J. Dowling : Président Sarros
- John Steppling : Neddy Jerome
- Wallace Worsley : Henry Jenks